# Kalju Lepik

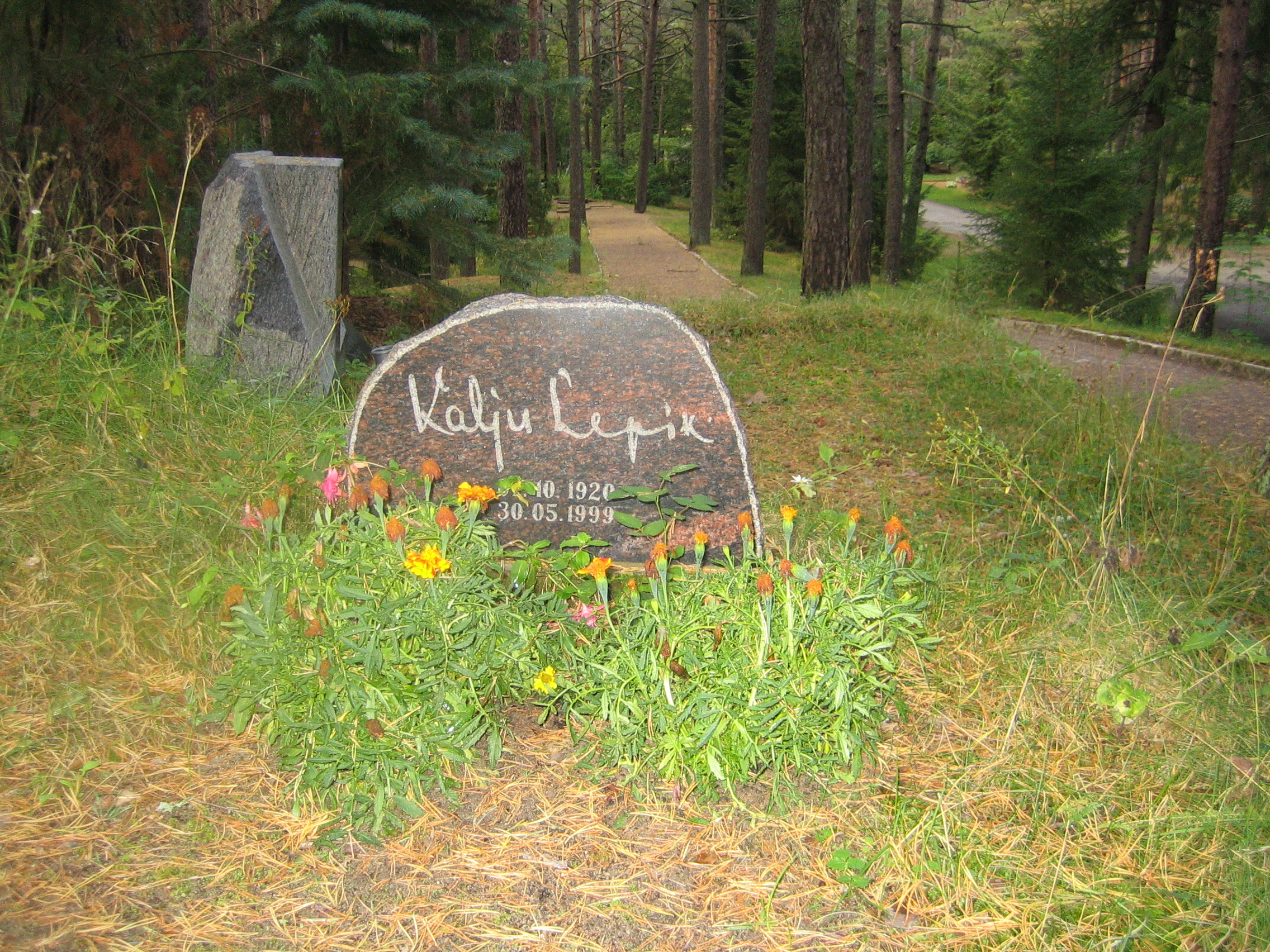
Grab auf dem Tallinner Waldfriedhof

Kalju Lepik (* 7. Oktober 1920 in Koeru; † 30. Mai 1999 in Tallinn) war ein exilestnischer Lyriker.

## Biographie
Kalju Lepik besuchte zunächst von 1928 bis 1934 die Grundschule in Koeru, von 1935 bis 1939 die Handelsschule in Tartu und von 1939 bis 1941 das Kommerzgymnasium in Tartu, wo er sein Abitur ablegte. 1942/43 studierte er an der Philosophischen Fakultät der Universität Tartu Nordische Geschichte und Archäologie. 1943 wurde er in die Waffen-SS eingezogen. 1944 flüchtete Lepik vor der sowjetischen Besetzung Estlands nach Schweden. Kurze Zeit studierte er Archäologie und Ethnographie an der Universität Stockholm.
Kalju Lepik war verheiratet mit Asta Lepik. Er ist der Vater der estnischen Politikerin und Diplomatin Aino Lepik von Wirén (* 1961).

## Lyriker und Publizist
Kalju Lepik veröffentlichte 1939 seine ersten Gedichte in den Tartuer Studentenzeitschriften Iloli und Tuleviku Rajad. 1940 gründete er die Künstlervereinigung Tuulisui, die ab 1945 im schwedischen Exil weiter tätig blieb.
Kalju Lepik engagierte sich stark für die estnischen Flüchtlinge in Schweden. 1946 gründete er in Stockholm den exilestnischen Verlag Eesti Raamat. 1966 wurde er Leiter des Baltischen Archivs in Schweden. Ab 1982 war er Vorsitzender des exilestnischen Schriftstellerverbands (Välismaine Eesti Kirjanike Liit). 1990 und 1998 erhielt Kalju Lepik den renommierten Juhan-Liiv-Lyrikpreis sowie 1998 den Jahrespreis der estnischen Literatur.

## Lyrik
Die frühen Gedichte von Kalju Lepik sind stark patriotisch geprägt. Daneben finden sich viel Satire und Humor. In der späteren Dichtung überwiegen pessimistische Elemente. Vor allem in den letzten Lebensjahren wandte sich Kalju Lepik immer mehr von jeder Art politischer Macht und überschwänglichem nationalem Pathos ab.

## Wichtigste Gedichtsammlungen
- „Nägu koduaknas“ (Stockholm 1946)
- „Mängumees“ (Stockholm 1948)
- „Kerjused treppidel“ (Vadstena 1949)
- „Merepõhi“ (Stockholm 1951)
- „Muinasjutt Tiigrimaast“ (Lund 1955)
- „Kivimurd“ (Lund 1958)
- „Kollased nõmmed“ (Lund 1965)
- „Marmorpagulane“ (Lund 1968)
- „Verepõld“ (Lund 1973)
- „Klaasist mehed“ (Lund 1978)
- „Kadunud külad“ (Lund 1985)
- „Öötüdruk“ (Tallinn 1992)
- „Pihlakamarja rist“ (Tartu 1997)

## Deutsche Übersetzungen
Gedichtauswahlen finden sich in den folgenden Anthologien:
- Wir kehren heim. Estnische Lyrik und Prosa. Nachdichtungen von Martha v. Dehn-Grubbe. s. l.: Der Karlsruher Bote 1962, S. 20–25.
- Kalju Lepik: Surmal on lapse silmad. Death Has a Child's Eyes. Rooma: Maarjamaa 1976
- Estnische Lyrik. Übertragen von Tatjana Ellinor Heine. Brackenheim: Verlag Georg Kohl GmbH + Co 1981, S. 72–85.